# فان مالون
فـان مالون (بالإنجليزية: Van Malone)‏ هو لاعب كرة قدم أمريكية أمريكي، ولد في 1 يوليو 1970 في هيوستن في الولايات المتحدة.